# Всероссийский турнир 1900/1901
Всероссийский турнир 1900—1901 — 2-й шахматный турнир проходивший с 26 декабря по 14 января в Москве.
Проведён также Московским шахматным кружком в том же помещении; 18 участников из 10 городов:
- Москва (6 шахматистов),
- Петербург (4),
- Киев, Харьков, Лодзь, Омск, Ростов-на-Дону, Кострома, Гатчина, Кашин (по 1).

М. Чигорин вновь оказался вне конкуренции — 16½ очков. На 2-м место Э. Шифферс — 14, на 3-м — Д. Яновский — 13½. Среди молодёжи наибольшего успешно выступили москвичи А. Гончаров, Б. Григорьев, С. Шаров.

## Примечательные партии
|   | a | b | c | d | e | f | g | h |   |
| - | --- | --- | --- | --- | --- | --- | --- | --- | - |
| 8 | a8 чёрная ладья · h8 чёрная ладья · c7 чёрная пешка · f7 чёрный король · g7 чёрная пешка · h7 чёрная пешка · a6 чёрная пешка · d6 чёрная пешка · b5 чёрная пешка · f5 белая пешка · e4 белая пешка · g4 чёрный конь · h4 чёрный слон · c3 белый конь · d3 белый ферзь · f3 чёрный конь · h3 чёрный ферзь · a2 белая пешка · b2 белая пешка · c2 белая пешка · f2 белая пешка · g2 белая ладья · h2 белая пешка · a1 белая ладья · c1 белый слон · h1 белый король | a8 чёрная ладья · h8 чёрная ладья · c7 чёрная пешка · f7 чёрный король · g7 чёрная пешка · h7 чёрная пешка · a6 чёрная пешка · d6 чёрная пешка · b5 чёрная пешка · f5 белая пешка · e4 белая пешка · g4 чёрный конь · h4 чёрный слон · c3 белый конь · d3 белый ферзь · f3 чёрный конь · h3 чёрный ферзь · a2 белая пешка · b2 белая пешка · c2 белая пешка · f2 белая пешка · g2 белая ладья · h2 белая пешка · a1 белая ладья · c1 белый слон · h1 белый король | a8 чёрная ладья · h8 чёрная ладья · c7 чёрная пешка · f7 чёрный король · g7 чёрная пешка · h7 чёрная пешка · a6 чёрная пешка · d6 чёрная пешка · b5 чёрная пешка · f5 белая пешка · e4 белая пешка · g4 чёрный конь · h4 чёрный слон · c3 белый конь · d3 белый ферзь · f3 чёрный конь · h3 чёрный ферзь · a2 белая пешка · b2 белая пешка · c2 белая пешка · f2 белая пешка · g2 белая ладья · h2 белая пешка · a1 белая ладья · c1 белый слон · h1 белый король | a8 чёрная ладья · h8 чёрная ладья · c7 чёрная пешка · f7 чёрный король · g7 чёрная пешка · h7 чёрная пешка · a6 чёрная пешка · d6 чёрная пешка · b5 чёрная пешка · f5 белая пешка · e4 белая пешка · g4 чёрный конь · h4 чёрный слон · c3 белый конь · d3 белый ферзь · f3 чёрный конь · h3 чёрный ферзь · a2 белая пешка · b2 белая пешка · c2 белая пешка · f2 белая пешка · g2 белая ладья · h2 белая пешка · a1 белая ладья · c1 белый слон · h1 белый король | a8 чёрная ладья · h8 чёрная ладья · c7 чёрная пешка · f7 чёрный король · g7 чёрная пешка · h7 чёрная пешка · a6 чёрная пешка · d6 чёрная пешка · b5 чёрная пешка · f5 белая пешка · e4 белая пешка · g4 чёрный конь · h4 чёрный слон · c3 белый конь · d3 белый ферзь · f3 чёрный конь · h3 чёрный ферзь · a2 белая пешка · b2 белая пешка · c2 белая пешка · f2 белая пешка · g2 белая ладья · h2 белая пешка · a1 белая ладья · c1 белый слон · h1 белый король | a8 чёрная ладья · h8 чёрная ладья · c7 чёрная пешка · f7 чёрный король · g7 чёрная пешка · h7 чёрная пешка · a6 чёрная пешка · d6 чёрная пешка · b5 чёрная пешка · f5 белая пешка · e4 белая пешка · g4 чёрный конь · h4 чёрный слон · c3 белый конь · d3 белый ферзь · f3 чёрный конь · h3 чёрный ферзь · a2 белая пешка · b2 белая пешка · c2 белая пешка · f2 белая пешка · g2 белая ладья · h2 белая пешка · a1 белая ладья · c1 белый слон · h1 белый король | a8 чёрная ладья · h8 чёрная ладья · c7 чёрная пешка · f7 чёрный король · g7 чёрная пешка · h7 чёрная пешка · a6 чёрная пешка · d6 чёрная пешка · b5 чёрная пешка · f5 белая пешка · e4 белая пешка · g4 чёрный конь · h4 чёрный слон · c3 белый конь · d3 белый ферзь · f3 чёрный конь · h3 чёрный ферзь · a2 белая пешка · b2 белая пешка · c2 белая пешка · f2 белая пешка · g2 белая ладья · h2 белая пешка · a1 белая ладья · c1 белый слон · h1 белый король | a8 чёрная ладья · h8 чёрная ладья · c7 чёрная пешка · f7 чёрный король · g7 чёрная пешка · h7 чёрная пешка · a6 чёрная пешка · d6 чёрная пешка · b5 чёрная пешка · f5 белая пешка · e4 белая пешка · g4 чёрный конь · h4 чёрный слон · c3 белый конь · d3 белый ферзь · f3 чёрный конь · h3 чёрный ферзь · a2 белая пешка · b2 белая пешка · c2 белая пешка · f2 белая пешка · g2 белая ладья · h2 белая пешка · a1 белая ладья · c1 белый слон · h1 белый король | 8 |
| 7 | a8 чёрная ладья · h8 чёрная ладья · c7 чёрная пешка · f7 чёрный король · g7 чёрная пешка · h7 чёрная пешка · a6 чёрная пешка · d6 чёрная пешка · b5 чёрная пешка · f5 белая пешка · e4 белая пешка · g4 чёрный конь · h4 чёрный слон · c3 белый конь · d3 белый ферзь · f3 чёрный конь · h3 чёрный ферзь · a2 белая пешка · b2 белая пешка · c2 белая пешка · f2 белая пешка · g2 белая ладья · h2 белая пешка · a1 белая ладья · c1 белый слон · h1 белый король | a8 чёрная ладья · h8 чёрная ладья · c7 чёрная пешка · f7 чёрный король · g7 чёрная пешка · h7 чёрная пешка · a6 чёрная пешка · d6 чёрная пешка · b5 чёрная пешка · f5 белая пешка · e4 белая пешка · g4 чёрный конь · h4 чёрный слон · c3 белый конь · d3 белый ферзь · f3 чёрный конь · h3 чёрный ферзь · a2 белая пешка · b2 белая пешка · c2 белая пешка · f2 белая пешка · g2 белая ладья · h2 белая пешка · a1 белая ладья · c1 белый слон · h1 белый король | a8 чёрная ладья · h8 чёрная ладья · c7 чёрная пешка · f7 чёрный король · g7 чёрная пешка · h7 чёрная пешка · a6 чёрная пешка · d6 чёрная пешка · b5 чёрная пешка · f5 белая пешка · e4 белая пешка · g4 чёрный конь · h4 чёрный слон · c3 белый конь · d3 белый ферзь · f3 чёрный конь · h3 чёрный ферзь · a2 белая пешка · b2 белая пешка · c2 белая пешка · f2 белая пешка · g2 белая ладья · h2 белая пешка · a1 белая ладья · c1 белый слон · h1 белый король | a8 чёрная ладья · h8 чёрная ладья · c7 чёрная пешка · f7 чёрный король · g7 чёрная пешка · h7 чёрная пешка · a6 чёрная пешка · d6 чёрная пешка · b5 чёрная пешка · f5 белая пешка · e4 белая пешка · g4 чёрный конь · h4 чёрный слон · c3 белый конь · d3 белый ферзь · f3 чёрный конь · h3 чёрный ферзь · a2 белая пешка · b2 белая пешка · c2 белая пешка · f2 белая пешка · g2 белая ладья · h2 белая пешка · a1 белая ладья · c1 белый слон · h1 белый король | a8 чёрная ладья · h8 чёрная ладья · c7 чёрная пешка · f7 чёрный король · g7 чёрная пешка · h7 чёрная пешка · a6 чёрная пешка · d6 чёрная пешка · b5 чёрная пешка · f5 белая пешка · e4 белая пешка · g4 чёрный конь · h4 чёрный слон · c3 белый конь · d3 белый ферзь · f3 чёрный конь · h3 чёрный ферзь · a2 белая пешка · b2 белая пешка · c2 белая пешка · f2 белая пешка · g2 белая ладья · h2 белая пешка · a1 белая ладья · c1 белый слон · h1 белый король | a8 чёрная ладья · h8 чёрная ладья · c7 чёрная пешка · f7 чёрный король · g7 чёрная пешка · h7 чёрная пешка · a6 чёрная пешка · d6 чёрная пешка · b5 чёрная пешка · f5 белая пешка · e4 белая пешка · g4 чёрный конь · h4 чёрный слон · c3 белый конь · d3 белый ферзь · f3 чёрный конь · h3 чёрный ферзь · a2 белая пешка · b2 белая пешка · c2 белая пешка · f2 белая пешка · g2 белая ладья · h2 белая пешка · a1 белая ладья · c1 белый слон · h1 белый король | a8 чёрная ладья · h8 чёрная ладья · c7 чёрная пешка · f7 чёрный король · g7 чёрная пешка · h7 чёрная пешка · a6 чёрная пешка · d6 чёрная пешка · b5 чёрная пешка · f5 белая пешка · e4 белая пешка · g4 чёрный конь · h4 чёрный слон · c3 белый конь · d3 белый ферзь · f3 чёрный конь · h3 чёрный ферзь · a2 белая пешка · b2 белая пешка · c2 белая пешка · f2 белая пешка · g2 белая ладья · h2 белая пешка · a1 белая ладья · c1 белый слон · h1 белый король | a8 чёрная ладья · h8 чёрная ладья · c7 чёрная пешка · f7 чёрный король · g7 чёрная пешка · h7 чёрная пешка · a6 чёрная пешка · d6 чёрная пешка · b5 чёрная пешка · f5 белая пешка · e4 белая пешка · g4 чёрный конь · h4 чёрный слон · c3 белый конь · d3 белый ферзь · f3 чёрный конь · h3 чёрный ферзь · a2 белая пешка · b2 белая пешка · c2 белая пешка · f2 белая пешка · g2 белая ладья · h2 белая пешка · a1 белая ладья · c1 белый слон · h1 белый король | 7 |
| 6 | a8 чёрная ладья · h8 чёрная ладья · c7 чёрная пешка · f7 чёрный король · g7 чёрная пешка · h7 чёрная пешка · a6 чёрная пешка · d6 чёрная пешка · b5 чёрная пешка · f5 белая пешка · e4 белая пешка · g4 чёрный конь · h4 чёрный слон · c3 белый конь · d3 белый ферзь · f3 чёрный конь · h3 чёрный ферзь · a2 белая пешка · b2 белая пешка · c2 белая пешка · f2 белая пешка · g2 белая ладья · h2 белая пешка · a1 белая ладья · c1 белый слон · h1 белый король | a8 чёрная ладья · h8 чёрная ладья · c7 чёрная пешка · f7 чёрный король · g7 чёрная пешка · h7 чёрная пешка · a6 чёрная пешка · d6 чёрная пешка · b5 чёрная пешка · f5 белая пешка · e4 белая пешка · g4 чёрный конь · h4 чёрный слон · c3 белый конь · d3 белый ферзь · f3 чёрный конь · h3 чёрный ферзь · a2 белая пешка · b2 белая пешка · c2 белая пешка · f2 белая пешка · g2 белая ладья · h2 белая пешка · a1 белая ладья · c1 белый слон · h1 белый король | a8 чёрная ладья · h8 чёрная ладья · c7 чёрная пешка · f7 чёрный король · g7 чёрная пешка · h7 чёрная пешка · a6 чёрная пешка · d6 чёрная пешка · b5 чёрная пешка · f5 белая пешка · e4 белая пешка · g4 чёрный конь · h4 чёрный слон · c3 белый конь · d3 белый ферзь · f3 чёрный конь · h3 чёрный ферзь · a2 белая пешка · b2 белая пешка · c2 белая пешка · f2 белая пешка · g2 белая ладья · h2 белая пешка · a1 белая ладья · c1 белый слон · h1 белый король | a8 чёрная ладья · h8 чёрная ладья · c7 чёрная пешка · f7 чёрный король · g7 чёрная пешка · h7 чёрная пешка · a6 чёрная пешка · d6 чёрная пешка · b5 чёрная пешка · f5 белая пешка · e4 белая пешка · g4 чёрный конь · h4 чёрный слон · c3 белый конь · d3 белый ферзь · f3 чёрный конь · h3 чёрный ферзь · a2 белая пешка · b2 белая пешка · c2 белая пешка · f2 белая пешка · g2 белая ладья · h2 белая пешка · a1 белая ладья · c1 белый слон · h1 белый король | a8 чёрная ладья · h8 чёрная ладья · c7 чёрная пешка · f7 чёрный король · g7 чёрная пешка · h7 чёрная пешка · a6 чёрная пешка · d6 чёрная пешка · b5 чёрная пешка · f5 белая пешка · e4 белая пешка · g4 чёрный конь · h4 чёрный слон · c3 белый конь · d3 белый ферзь · f3 чёрный конь · h3 чёрный ферзь · a2 белая пешка · b2 белая пешка · c2 белая пешка · f2 белая пешка · g2 белая ладья · h2 белая пешка · a1 белая ладья · c1 белый слон · h1 белый король | a8 чёрная ладья · h8 чёрная ладья · c7 чёрная пешка · f7 чёрный король · g7 чёрная пешка · h7 чёрная пешка · a6 чёрная пешка · d6 чёрная пешка · b5 чёрная пешка · f5 белая пешка · e4 белая пешка · g4 чёрный конь · h4 чёрный слон · c3 белый конь · d3 белый ферзь · f3 чёрный конь · h3 чёрный ферзь · a2 белая пешка · b2 белая пешка · c2 белая пешка · f2 белая пешка · g2 белая ладья · h2 белая пешка · a1 белая ладья · c1 белый слон · h1 белый король | a8 чёрная ладья · h8 чёрная ладья · c7 чёрная пешка · f7 чёрный король · g7 чёрная пешка · h7 чёрная пешка · a6 чёрная пешка · d6 чёрная пешка · b5 чёрная пешка · f5 белая пешка · e4 белая пешка · g4 чёрный конь · h4 чёрный слон · c3 белый конь · d3 белый ферзь · f3 чёрный конь · h3 чёрный ферзь · a2 белая пешка · b2 белая пешка · c2 белая пешка · f2 белая пешка · g2 белая ладья · h2 белая пешка · a1 белая ладья · c1 белый слон · h1 белый король | a8 чёрная ладья · h8 чёрная ладья · c7 чёрная пешка · f7 чёрный король · g7 чёрная пешка · h7 чёрная пешка · a6 чёрная пешка · d6 чёрная пешка · b5 чёрная пешка · f5 белая пешка · e4 белая пешка · g4 чёрный конь · h4 чёрный слон · c3 белый конь · d3 белый ферзь · f3 чёрный конь · h3 чёрный ферзь · a2 белая пешка · b2 белая пешка · c2 белая пешка · f2 белая пешка · g2 белая ладья · h2 белая пешка · a1 белая ладья · c1 белый слон · h1 белый король | 6 |
| 5 | a8 чёрная ладья · h8 чёрная ладья · c7 чёрная пешка · f7 чёрный король · g7 чёрная пешка · h7 чёрная пешка · a6 чёрная пешка · d6 чёрная пешка · b5 чёрная пешка · f5 белая пешка · e4 белая пешка · g4 чёрный конь · h4 чёрный слон · c3 белый конь · d3 белый ферзь · f3 чёрный конь · h3 чёрный ферзь · a2 белая пешка · b2 белая пешка · c2 белая пешка · f2 белая пешка · g2 белая ладья · h2 белая пешка · a1 белая ладья · c1 белый слон · h1 белый король | a8 чёрная ладья · h8 чёрная ладья · c7 чёрная пешка · f7 чёрный король · g7 чёрная пешка · h7 чёрная пешка · a6 чёрная пешка · d6 чёрная пешка · b5 чёрная пешка · f5 белая пешка · e4 белая пешка · g4 чёрный конь · h4 чёрный слон · c3 белый конь · d3 белый ферзь · f3 чёрный конь · h3 чёрный ферзь · a2 белая пешка · b2 белая пешка · c2 белая пешка · f2 белая пешка · g2 белая ладья · h2 белая пешка · a1 белая ладья · c1 белый слон · h1 белый король | a8 чёрная ладья · h8 чёрная ладья · c7 чёрная пешка · f7 чёрный король · g7 чёрная пешка · h7 чёрная пешка · a6 чёрная пешка · d6 чёрная пешка · b5 чёрная пешка · f5 белая пешка · e4 белая пешка · g4 чёрный конь · h4 чёрный слон · c3 белый конь · d3 белый ферзь · f3 чёрный конь · h3 чёрный ферзь · a2 белая пешка · b2 белая пешка · c2 белая пешка · f2 белая пешка · g2 белая ладья · h2 белая пешка · a1 белая ладья · c1 белый слон · h1 белый король | a8 чёрная ладья · h8 чёрная ладья · c7 чёрная пешка · f7 чёрный король · g7 чёрная пешка · h7 чёрная пешка · a6 чёрная пешка · d6 чёрная пешка · b5 чёрная пешка · f5 белая пешка · e4 белая пешка · g4 чёрный конь · h4 чёрный слон · c3 белый конь · d3 белый ферзь · f3 чёрный конь · h3 чёрный ферзь · a2 белая пешка · b2 белая пешка · c2 белая пешка · f2 белая пешка · g2 белая ладья · h2 белая пешка · a1 белая ладья · c1 белый слон · h1 белый король | a8 чёрная ладья · h8 чёрная ладья · c7 чёрная пешка · f7 чёрный король · g7 чёрная пешка · h7 чёрная пешка · a6 чёрная пешка · d6 чёрная пешка · b5 чёрная пешка · f5 белая пешка · e4 белая пешка · g4 чёрный конь · h4 чёрный слон · c3 белый конь · d3 белый ферзь · f3 чёрный конь · h3 чёрный ферзь · a2 белая пешка · b2 белая пешка · c2 белая пешка · f2 белая пешка · g2 белая ладья · h2 белая пешка · a1 белая ладья · c1 белый слон · h1 белый король | a8 чёрная ладья · h8 чёрная ладья · c7 чёрная пешка · f7 чёрный король · g7 чёрная пешка · h7 чёрная пешка · a6 чёрная пешка · d6 чёрная пешка · b5 чёрная пешка · f5 белая пешка · e4 белая пешка · g4 чёрный конь · h4 чёрный слон · c3 белый конь · d3 белый ферзь · f3 чёрный конь · h3 чёрный ферзь · a2 белая пешка · b2 белая пешка · c2 белая пешка · f2 белая пешка · g2 белая ладья · h2 белая пешка · a1 белая ладья · c1 белый слон · h1 белый король | a8 чёрная ладья · h8 чёрная ладья · c7 чёрная пешка · f7 чёрный король · g7 чёрная пешка · h7 чёрная пешка · a6 чёрная пешка · d6 чёрная пешка · b5 чёрная пешка · f5 белая пешка · e4 белая пешка · g4 чёрный конь · h4 чёрный слон · c3 белый конь · d3 белый ферзь · f3 чёрный конь · h3 чёрный ферзь · a2 белая пешка · b2 белая пешка · c2 белая пешка · f2 белая пешка · g2 белая ладья · h2 белая пешка · a1 белая ладья · c1 белый слон · h1 белый король | a8 чёрная ладья · h8 чёрная ладья · c7 чёрная пешка · f7 чёрный король · g7 чёрная пешка · h7 чёрная пешка · a6 чёрная пешка · d6 чёрная пешка · b5 чёрная пешка · f5 белая пешка · e4 белая пешка · g4 чёрный конь · h4 чёрный слон · c3 белый конь · d3 белый ферзь · f3 чёрный конь · h3 чёрный ферзь · a2 белая пешка · b2 белая пешка · c2 белая пешка · f2 белая пешка · g2 белая ладья · h2 белая пешка · a1 белая ладья · c1 белый слон · h1 белый король | 5 |
| 4 | a8 чёрная ладья · h8 чёрная ладья · c7 чёрная пешка · f7 чёрный король · g7 чёрная пешка · h7 чёрная пешка · a6 чёрная пешка · d6 чёрная пешка · b5 чёрная пешка · f5 белая пешка · e4 белая пешка · g4 чёрный конь · h4 чёрный слон · c3 белый конь · d3 белый ферзь · f3 чёрный конь · h3 чёрный ферзь · a2 белая пешка · b2 белая пешка · c2 белая пешка · f2 белая пешка · g2 белая ладья · h2 белая пешка · a1 белая ладья · c1 белый слон · h1 белый король | a8 чёрная ладья · h8 чёрная ладья · c7 чёрная пешка · f7 чёрный король · g7 чёрная пешка · h7 чёрная пешка · a6 чёрная пешка · d6 чёрная пешка · b5 чёрная пешка · f5 белая пешка · e4 белая пешка · g4 чёрный конь · h4 чёрный слон · c3 белый конь · d3 белый ферзь · f3 чёрный конь · h3 чёрный ферзь · a2 белая пешка · b2 белая пешка · c2 белая пешка · f2 белая пешка · g2 белая ладья · h2 белая пешка · a1 белая ладья · c1 белый слон · h1 белый король | a8 чёрная ладья · h8 чёрная ладья · c7 чёрная пешка · f7 чёрный король · g7 чёрная пешка · h7 чёрная пешка · a6 чёрная пешка · d6 чёрная пешка · b5 чёрная пешка · f5 белая пешка · e4 белая пешка · g4 чёрный конь · h4 чёрный слон · c3 белый конь · d3 белый ферзь · f3 чёрный конь · h3 чёрный ферзь · a2 белая пешка · b2 белая пешка · c2 белая пешка · f2 белая пешка · g2 белая ладья · h2 белая пешка · a1 белая ладья · c1 белый слон · h1 белый король | a8 чёрная ладья · h8 чёрная ладья · c7 чёрная пешка · f7 чёрный король · g7 чёрная пешка · h7 чёрная пешка · a6 чёрная пешка · d6 чёрная пешка · b5 чёрная пешка · f5 белая пешка · e4 белая пешка · g4 чёрный конь · h4 чёрный слон · c3 белый конь · d3 белый ферзь · f3 чёрный конь · h3 чёрный ферзь · a2 белая пешка · b2 белая пешка · c2 белая пешка · f2 белая пешка · g2 белая ладья · h2 белая пешка · a1 белая ладья · c1 белый слон · h1 белый король | a8 чёрная ладья · h8 чёрная ладья · c7 чёрная пешка · f7 чёрный король · g7 чёрная пешка · h7 чёрная пешка · a6 чёрная пешка · d6 чёрная пешка · b5 чёрная пешка · f5 белая пешка · e4 белая пешка · g4 чёрный конь · h4 чёрный слон · c3 белый конь · d3 белый ферзь · f3 чёрный конь · h3 чёрный ферзь · a2 белая пешка · b2 белая пешка · c2 белая пешка · f2 белая пешка · g2 белая ладья · h2 белая пешка · a1 белая ладья · c1 белый слон · h1 белый король | a8 чёрная ладья · h8 чёрная ладья · c7 чёрная пешка · f7 чёрный король · g7 чёрная пешка · h7 чёрная пешка · a6 чёрная пешка · d6 чёрная пешка · b5 чёрная пешка · f5 белая пешка · e4 белая пешка · g4 чёрный конь · h4 чёрный слон · c3 белый конь · d3 белый ферзь · f3 чёрный конь · h3 чёрный ферзь · a2 белая пешка · b2 белая пешка · c2 белая пешка · f2 белая пешка · g2 белая ладья · h2 белая пешка · a1 белая ладья · c1 белый слон · h1 белый король | a8 чёрная ладья · h8 чёрная ладья · c7 чёрная пешка · f7 чёрный король · g7 чёрная пешка · h7 чёрная пешка · a6 чёрная пешка · d6 чёрная пешка · b5 чёрная пешка · f5 белая пешка · e4 белая пешка · g4 чёрный конь · h4 чёрный слон · c3 белый конь · d3 белый ферзь · f3 чёрный конь · h3 чёрный ферзь · a2 белая пешка · b2 белая пешка · c2 белая пешка · f2 белая пешка · g2 белая ладья · h2 белая пешка · a1 белая ладья · c1 белый слон · h1 белый король | a8 чёрная ладья · h8 чёрная ладья · c7 чёрная пешка · f7 чёрный король · g7 чёрная пешка · h7 чёрная пешка · a6 чёрная пешка · d6 чёрная пешка · b5 чёрная пешка · f5 белая пешка · e4 белая пешка · g4 чёрный конь · h4 чёрный слон · c3 белый конь · d3 белый ферзь · f3 чёрный конь · h3 чёрный ферзь · a2 белая пешка · b2 белая пешка · c2 белая пешка · f2 белая пешка · g2 белая ладья · h2 белая пешка · a1 белая ладья · c1 белый слон · h1 белый король | 4 |
| 3 | a8 чёрная ладья · h8 чёрная ладья · c7 чёрная пешка · f7 чёрный король · g7 чёрная пешка · h7 чёрная пешка · a6 чёрная пешка · d6 чёрная пешка · b5 чёрная пешка · f5 белая пешка · e4 белая пешка · g4 чёрный конь · h4 чёрный слон · c3 белый конь · d3 белый ферзь · f3 чёрный конь · h3 чёрный ферзь · a2 белая пешка · b2 белая пешка · c2 белая пешка · f2 белая пешка · g2 белая ладья · h2 белая пешка · a1 белая ладья · c1 белый слон · h1 белый король | a8 чёрная ладья · h8 чёрная ладья · c7 чёрная пешка · f7 чёрный король · g7 чёрная пешка · h7 чёрная пешка · a6 чёрная пешка · d6 чёрная пешка · b5 чёрная пешка · f5 белая пешка · e4 белая пешка · g4 чёрный конь · h4 чёрный слон · c3 белый конь · d3 белый ферзь · f3 чёрный конь · h3 чёрный ферзь · a2 белая пешка · b2 белая пешка · c2 белая пешка · f2 белая пешка · g2 белая ладья · h2 белая пешка · a1 белая ладья · c1 белый слон · h1 белый король | a8 чёрная ладья · h8 чёрная ладья · c7 чёрная пешка · f7 чёрный король · g7 чёрная пешка · h7 чёрная пешка · a6 чёрная пешка · d6 чёрная пешка · b5 чёрная пешка · f5 белая пешка · e4 белая пешка · g4 чёрный конь · h4 чёрный слон · c3 белый конь · d3 белый ферзь · f3 чёрный конь · h3 чёрный ферзь · a2 белая пешка · b2 белая пешка · c2 белая пешка · f2 белая пешка · g2 белая ладья · h2 белая пешка · a1 белая ладья · c1 белый слон · h1 белый король | a8 чёрная ладья · h8 чёрная ладья · c7 чёрная пешка · f7 чёрный король · g7 чёрная пешка · h7 чёрная пешка · a6 чёрная пешка · d6 чёрная пешка · b5 чёрная пешка · f5 белая пешка · e4 белая пешка · g4 чёрный конь · h4 чёрный слон · c3 белый конь · d3 белый ферзь · f3 чёрный конь · h3 чёрный ферзь · a2 белая пешка · b2 белая пешка · c2 белая пешка · f2 белая пешка · g2 белая ладья · h2 белая пешка · a1 белая ладья · c1 белый слон · h1 белый король | a8 чёрная ладья · h8 чёрная ладья · c7 чёрная пешка · f7 чёрный король · g7 чёрная пешка · h7 чёрная пешка · a6 чёрная пешка · d6 чёрная пешка · b5 чёрная пешка · f5 белая пешка · e4 белая пешка · g4 чёрный конь · h4 чёрный слон · c3 белый конь · d3 белый ферзь · f3 чёрный конь · h3 чёрный ферзь · a2 белая пешка · b2 белая пешка · c2 белая пешка · f2 белая пешка · g2 белая ладья · h2 белая пешка · a1 белая ладья · c1 белый слон · h1 белый король | a8 чёрная ладья · h8 чёрная ладья · c7 чёрная пешка · f7 чёрный король · g7 чёрная пешка · h7 чёрная пешка · a6 чёрная пешка · d6 чёрная пешка · b5 чёрная пешка · f5 белая пешка · e4 белая пешка · g4 чёрный конь · h4 чёрный слон · c3 белый конь · d3 белый ферзь · f3 чёрный конь · h3 чёрный ферзь · a2 белая пешка · b2 белая пешка · c2 белая пешка · f2 белая пешка · g2 белая ладья · h2 белая пешка · a1 белая ладья · c1 белый слон · h1 белый король | a8 чёрная ладья · h8 чёрная ладья · c7 чёрная пешка · f7 чёрный король · g7 чёрная пешка · h7 чёрная пешка · a6 чёрная пешка · d6 чёрная пешка · b5 чёрная пешка · f5 белая пешка · e4 белая пешка · g4 чёрный конь · h4 чёрный слон · c3 белый конь · d3 белый ферзь · f3 чёрный конь · h3 чёрный ферзь · a2 белая пешка · b2 белая пешка · c2 белая пешка · f2 белая пешка · g2 белая ладья · h2 белая пешка · a1 белая ладья · c1 белый слон · h1 белый король | a8 чёрная ладья · h8 чёрная ладья · c7 чёрная пешка · f7 чёрный король · g7 чёрная пешка · h7 чёрная пешка · a6 чёрная пешка · d6 чёрная пешка · b5 чёрная пешка · f5 белая пешка · e4 белая пешка · g4 чёрный конь · h4 чёрный слон · c3 белый конь · d3 белый ферзь · f3 чёрный конь · h3 чёрный ферзь · a2 белая пешка · b2 белая пешка · c2 белая пешка · f2 белая пешка · g2 белая ладья · h2 белая пешка · a1 белая ладья · c1 белый слон · h1 белый король | 3 |
| 2 | a8 чёрная ладья · h8 чёрная ладья · c7 чёрная пешка · f7 чёрный король · g7 чёрная пешка · h7 чёрная пешка · a6 чёрная пешка · d6 чёрная пешка · b5 чёрная пешка · f5 белая пешка · e4 белая пешка · g4 чёрный конь · h4 чёрный слон · c3 белый конь · d3 белый ферзь · f3 чёрный конь · h3 чёрный ферзь · a2 белая пешка · b2 белая пешка · c2 белая пешка · f2 белая пешка · g2 белая ладья · h2 белая пешка · a1 белая ладья · c1 белый слон · h1 белый король | a8 чёрная ладья · h8 чёрная ладья · c7 чёрная пешка · f7 чёрный король · g7 чёрная пешка · h7 чёрная пешка · a6 чёрная пешка · d6 чёрная пешка · b5 чёрная пешка · f5 белая пешка · e4 белая пешка · g4 чёрный конь · h4 чёрный слон · c3 белый конь · d3 белый ферзь · f3 чёрный конь · h3 чёрный ферзь · a2 белая пешка · b2 белая пешка · c2 белая пешка · f2 белая пешка · g2 белая ладья · h2 белая пешка · a1 белая ладья · c1 белый слон · h1 белый король | a8 чёрная ладья · h8 чёрная ладья · c7 чёрная пешка · f7 чёрный король · g7 чёрная пешка · h7 чёрная пешка · a6 чёрная пешка · d6 чёрная пешка · b5 чёрная пешка · f5 белая пешка · e4 белая пешка · g4 чёрный конь · h4 чёрный слон · c3 белый конь · d3 белый ферзь · f3 чёрный конь · h3 чёрный ферзь · a2 белая пешка · b2 белая пешка · c2 белая пешка · f2 белая пешка · g2 белая ладья · h2 белая пешка · a1 белая ладья · c1 белый слон · h1 белый король | a8 чёрная ладья · h8 чёрная ладья · c7 чёрная пешка · f7 чёрный король · g7 чёрная пешка · h7 чёрная пешка · a6 чёрная пешка · d6 чёрная пешка · b5 чёрная пешка · f5 белая пешка · e4 белая пешка · g4 чёрный конь · h4 чёрный слон · c3 белый конь · d3 белый ферзь · f3 чёрный конь · h3 чёрный ферзь · a2 белая пешка · b2 белая пешка · c2 белая пешка · f2 белая пешка · g2 белая ладья · h2 белая пешка · a1 белая ладья · c1 белый слон · h1 белый король | a8 чёрная ладья · h8 чёрная ладья · c7 чёрная пешка · f7 чёрный король · g7 чёрная пешка · h7 чёрная пешка · a6 чёрная пешка · d6 чёрная пешка · b5 чёрная пешка · f5 белая пешка · e4 белая пешка · g4 чёрный конь · h4 чёрный слон · c3 белый конь · d3 белый ферзь · f3 чёрный конь · h3 чёрный ферзь · a2 белая пешка · b2 белая пешка · c2 белая пешка · f2 белая пешка · g2 белая ладья · h2 белая пешка · a1 белая ладья · c1 белый слон · h1 белый король | a8 чёрная ладья · h8 чёрная ладья · c7 чёрная пешка · f7 чёрный король · g7 чёрная пешка · h7 чёрная пешка · a6 чёрная пешка · d6 чёрная пешка · b5 чёрная пешка · f5 белая пешка · e4 белая пешка · g4 чёрный конь · h4 чёрный слон · c3 белый конь · d3 белый ферзь · f3 чёрный конь · h3 чёрный ферзь · a2 белая пешка · b2 белая пешка · c2 белая пешка · f2 белая пешка · g2 белая ладья · h2 белая пешка · a1 белая ладья · c1 белый слон · h1 белый король | a8 чёрная ладья · h8 чёрная ладья · c7 чёрная пешка · f7 чёрный король · g7 чёрная пешка · h7 чёрная пешка · a6 чёрная пешка · d6 чёрная пешка · b5 чёрная пешка · f5 белая пешка · e4 белая пешка · g4 чёрный конь · h4 чёрный слон · c3 белый конь · d3 белый ферзь · f3 чёрный конь · h3 чёрный ферзь · a2 белая пешка · b2 белая пешка · c2 белая пешка · f2 белая пешка · g2 белая ладья · h2 белая пешка · a1 белая ладья · c1 белый слон · h1 белый король | a8 чёрная ладья · h8 чёрная ладья · c7 чёрная пешка · f7 чёрный король · g7 чёрная пешка · h7 чёрная пешка · a6 чёрная пешка · d6 чёрная пешка · b5 чёрная пешка · f5 белая пешка · e4 белая пешка · g4 чёрный конь · h4 чёрный слон · c3 белый конь · d3 белый ферзь · f3 чёрный конь · h3 чёрный ферзь · a2 белая пешка · b2 белая пешка · c2 белая пешка · f2 белая пешка · g2 белая ладья · h2 белая пешка · a1 белая ладья · c1 белый слон · h1 белый король | 2 |
| 1 | a8 чёрная ладья · h8 чёрная ладья · c7 чёрная пешка · f7 чёрный король · g7 чёрная пешка · h7 чёрная пешка · a6 чёрная пешка · d6 чёрная пешка · b5 чёрная пешка · f5 белая пешка · e4 белая пешка · g4 чёрный конь · h4 чёрный слон · c3 белый конь · d3 белый ферзь · f3 чёрный конь · h3 чёрный ферзь · a2 белая пешка · b2 белая пешка · c2 белая пешка · f2 белая пешка · g2 белая ладья · h2 белая пешка · a1 белая ладья · c1 белый слон · h1 белый король | a8 чёрная ладья · h8 чёрная ладья · c7 чёрная пешка · f7 чёрный король · g7 чёрная пешка · h7 чёрная пешка · a6 чёрная пешка · d6 чёрная пешка · b5 чёрная пешка · f5 белая пешка · e4 белая пешка · g4 чёрный конь · h4 чёрный слон · c3 белый конь · d3 белый ферзь · f3 чёрный конь · h3 чёрный ферзь · a2 белая пешка · b2 белая пешка · c2 белая пешка · f2 белая пешка · g2 белая ладья · h2 белая пешка · a1 белая ладья · c1 белый слон · h1 белый король | a8 чёрная ладья · h8 чёрная ладья · c7 чёрная пешка · f7 чёрный король · g7 чёрная пешка · h7 чёрная пешка · a6 чёрная пешка · d6 чёрная пешка · b5 чёрная пешка · f5 белая пешка · e4 белая пешка · g4 чёрный конь · h4 чёрный слон · c3 белый конь · d3 белый ферзь · f3 чёрный конь · h3 чёрный ферзь · a2 белая пешка · b2 белая пешка · c2 белая пешка · f2 белая пешка · g2 белая ладья · h2 белая пешка · a1 белая ладья · c1 белый слон · h1 белый король | a8 чёрная ладья · h8 чёрная ладья · c7 чёрная пешка · f7 чёрный король · g7 чёрная пешка · h7 чёрная пешка · a6 чёрная пешка · d6 чёрная пешка · b5 чёрная пешка · f5 белая пешка · e4 белая пешка · g4 чёрный конь · h4 чёрный слон · c3 белый конь · d3 белый ферзь · f3 чёрный конь · h3 чёрный ферзь · a2 белая пешка · b2 белая пешка · c2 белая пешка · f2 белая пешка · g2 белая ладья · h2 белая пешка · a1 белая ладья · c1 белый слон · h1 белый король | a8 чёрная ладья · h8 чёрная ладья · c7 чёрная пешка · f7 чёрный король · g7 чёрная пешка · h7 чёрная пешка · a6 чёрная пешка · d6 чёрная пешка · b5 чёрная пешка · f5 белая пешка · e4 белая пешка · g4 чёрный конь · h4 чёрный слон · c3 белый конь · d3 белый ферзь · f3 чёрный конь · h3 чёрный ферзь · a2 белая пешка · b2 белая пешка · c2 белая пешка · f2 белая пешка · g2 белая ладья · h2 белая пешка · a1 белая ладья · c1 белый слон · h1 белый король | a8 чёрная ладья · h8 чёрная ладья · c7 чёрная пешка · f7 чёрный король · g7 чёрная пешка · h7 чёрная пешка · a6 чёрная пешка · d6 чёрная пешка · b5 чёрная пешка · f5 белая пешка · e4 белая пешка · g4 чёрный конь · h4 чёрный слон · c3 белый конь · d3 белый ферзь · f3 чёрный конь · h3 чёрный ферзь · a2 белая пешка · b2 белая пешка · c2 белая пешка · f2 белая пешка · g2 белая ладья · h2 белая пешка · a1 белая ладья · c1 белый слон · h1 белый король | a8 чёрная ладья · h8 чёрная ладья · c7 чёрная пешка · f7 чёрный король · g7 чёрная пешка · h7 чёрная пешка · a6 чёрная пешка · d6 чёрная пешка · b5 чёрная пешка · f5 белая пешка · e4 белая пешка · g4 чёрный конь · h4 чёрный слон · c3 белый конь · d3 белый ферзь · f3 чёрный конь · h3 чёрный ферзь · a2 белая пешка · b2 белая пешка · c2 белая пешка · f2 белая пешка · g2 белая ладья · h2 белая пешка · a1 белая ладья · c1 белый слон · h1 белый король | a8 чёрная ладья · h8 чёрная ладья · c7 чёрная пешка · f7 чёрный король · g7 чёрная пешка · h7 чёрная пешка · a6 чёрная пешка · d6 чёрная пешка · b5 чёрная пешка · f5 белая пешка · e4 белая пешка · g4 чёрный конь · h4 чёрный слон · c3 белый конь · d3 белый ферзь · f3 чёрный конь · h3 чёрный ферзь · a2 белая пешка · b2 белая пешка · c2 белая пешка · f2 белая пешка · g2 белая ладья · h2 белая пешка · a1 белая ладья · c1 белый слон · h1 белый король | 1 |
|   | a | b | c | d | e | f | g | h |   |

1.е4 е5 2.Kf3 Кc6 3.Cb5 Kf6 4.0—0 d6 5.Кс3 Cg4 6.d4 ed 7.Ф:d4 С:f3 8.gf Фd7 9.Фе3 а6 10.Ca4 b5 11.Сb3 Се7 12.Kph1 Фh3 13.Лg1 Ке5 14.f4 Kf3 15.Лg2 Kg4 16.Фd3 Ch4 17.С:f7+ Kp:f7 18.f5 (см. диаграмму) 18. ... Ф:g2+ 19.Kp:g2 Ke1+ 20.Kph3 К:d3 21.cd К:f2+ 22.Kp:h4 К:d3, и чёрные выиграли на 52-м ходу. 

## Таблица
| №  | Участник               | Город           | 1 | 2 | 3 | 4 | 5 | 6 | 7 | 8 | 9 | 10 | 11 | 12 | 13 | 14 | 15 | 16 | 17 | 18 |  | +  | −  | =  | Очки | Место |
| -- | ---------------------- | --------------- | - | - | - | - | - | - | - | - | - | -- | -- | -- | -- | -- | -- | -- | -- | -- |  | -- | -- | -- | ---- | ----- |
| 1  | Чигорин, Михаил        | Санкт-Петербург |   | 1 | ½ | 1 | 1 | 1 | 1 | 1 | 1 | 1  | 1  | 1  | 1  | 1  | 1  | 1  | 1  | 1  |  | 16 | 0  | 1  | 16½  | 1     |
| 2  | Шифферс, Эммануил      | Санкт-Петербург | 0 |   | 0 | ½ | 1 | 1 | ½ | 1 | 1 | 1  | 1  | 1  | 1  | 1  | 1  | 1  | 1  | 1  |  | 13 | 2  | 2  | 14   | 2     |
| 3  | Яновский, Давид        | Лодзь           | ½ | 1 |   | ½ | ½ | 0 | 1 | 1 | 1 | 0  | 1  | 1  | 1  | 1  | 1  | 1  | 1  | 1  |  | 12 | 2  | 3  | 13½  | 3     |
| 4  | Гончаров, Алексей      | Москва          | 0 | ½ | ½ |   | ½ | 0 | 0 | 1 | 1 | 1  | 1  | 1  | 1  | 1  | 1  | 1  | 1  | 1  |  | 11 | 3  | 3  | 12½  | 4     |
| 5  | Ненароков, Владимир    | Москва          | 0 | 0 | ½ | ½ |   | ½ | 0 | 1 | 1 | ½  | 0  | 1  | 1  | 1  | 1  | 1  | +  | 1  |  | 9  | 4  | 4  | 11   | 5     |
| 6  | Григорьев, Борис       | Москва          | 0 | 0 | 1 | 1 | ½ |   | ½ | 1 | 0 | ½  | 0  | 1  | 1  | 0  | 1  | 1  | 1  | 1  |  | 9  | 5  | 3  | 10½  | 6     |
| 7  | Френкель, Лев          | Москва          | 0 | ½ | 0 | 1 | 1 | ½ |   | 0 | ½ | 1  | 0  | 1  | 0  | ½  | 1  | ½  | +  | 1  |  | 7  | 5  | 5  | 9½   | 7     |
| 8  | Куломзин, Вячеслав     | Кострома        | 0 | 0 | 0 | 0 | 0 | 0 | 1 |   | 1 | 1  | 1  | 0  | 1  | 1  | 1  | 1  | 0  | 1  |  | 9  | 8  | 0  | 9    | 8—10  |
| 9  | Лебедев, Сергей        | Санкт-Петербург | 0 | 0 | 0 | 0 | 0 | 1 | ½ | 0 |   | 0  | ½  | 1  | 1  | 1  | 1  | 1  | +  | 1  |  | 8  | 7  | 2  | 9    | 8—10  |
| 10 | Шаров, Сергей          | Москва          | 0 | 0 | 1 | 0 | ½ | ½ | 0 | 0 | 1 |    | 1  | 1  | 1  | 1  | 0  | 0  | 1  | 1  |  | 8  | 7  | 2  | 9    | 8—10  |
| 11 | Розенкранц, Карл       | Либава          | 0 | 0 | 0 | 0 | 1 | 1 | 1 | 0 | ½ | 0  |    | 1  | 1  | ½  | 0  | 0  | 1  | 1  |  | 7  | 8  | 2  | 8    | 11    |
| 12 | Фокин Л.               | Харьков         | 0 | 0 | 0 | 0 | 0 | 0 | 0 | 1 | 0 | 0  | 0  |    | 1  | 1  | ½  | 1  | 1  | 1  |  | 6  | 10 | 1  | 6½   | 12    |
| 13 | Геника, Л.             | Москва          | 0 | 0 | 0 | 0 | 0 | 0 | 1 | 0 | 0 | 0  | 0  | 0  |    | ½  | 1  | 1  | 1  | 1  |  | 5  | 11 | 1  | 5½   | 13    |
| 14 | Табунщиков, Василий    | Гатчина         | 0 | 0 | 0 | 0 | 0 | 1 | ½ | 0 | 0 | 0  | ½  | 0  | ½  |    | 1  | ½  | +  | 0  |  | 3  | 10 | 4  | 5    | 14    |
| 15 | Дуз-Хотимирский, Фёдор | Киев            | 0 | 0 | 0 | 0 | 0 | 0 | 0 | 0 | 0 | 1  | 1  | ½  | 0  | 0  |    | 1  | 0  | 1  |  | 4  | 12 | 1  | 4½   | 15    |
| 16 | Боярков, Владимир      | Москва          | 0 | 0 | 0 | 0 | 0 | 0 | ½ | 0 | 0 | 1  | 1  | 0  | 0  | ½  | 0  |    | 0  | 1  |  | 3  | 2  | 12 | 4    | 16    |
| 17 | Янкович, Борис         | Ростов-на-Дону  | 0 | 0 | 0 | 0 | − | 0 | − | 1 | − | 0  | 0  | 0  | 0  | −  | 1  | 1  |    | −  |  | 3  | 14 | 0  | 3    | 17    |
| 18 | Антушев, Сергей        | Кашин           | 0 | 0 | 0 | 0 | 0 | 0 | 0 | 0 | 0 | 0  | 0  | 0  | 0  | 1  | 0  | 0  | +  |    |  | 2  | 15 | 0  | 2    | 18    |